# Zack Ryder
Matthew Brett Cardona (rođen 14. svibnja, 1985.) je američki profesionalni hrvač. Trenutno ima ugovor potpisan s WWE-om, gdje nastupa na Raw brandu pod imenom Zack Ryder. 
Nakon što se pridružio WWE-iju 2005., osvojio je WWE Intercontinental Championship, WWE U.S. Championship i dvostruki WWE Raw Tag-Team Championship.

## Vanjske poveznice
|  | Zajednički poslužitelj ima još gradiva o temi Zack Ryder |